# تشخیص افتراقی بیماری‌های داخلی
تشخیص افتراقی بیماری‌های داخلی کتابی از روبرت هگلین با ترجمهٔ هوشنگ دولت‌آبادی است که در سال ۱۳۵۰ منتشر و برندهٔ جایزه کتاب سال سلطنتی شد.